# IC 5204
IC 5204 — галактика типу NF (в процесі підтвердження) у сузір'ї Водолій.
Цей об'єкт міститься в оригінальній редакції індексного каталогу.